# Impatiens palpebrata
Impatiens palpebrata är en balsaminväxtart som beskrevs av Joseph Dalton Hooker. Impatiens palpebrata ingår i släktet balsaminer, och familjen balsaminväxter. Inga underarter finns listade i Catalogue of Life.